# Denis Hamel
Pour les articles homonymes, voir Hamel.
Denis Jean Hamel (né le 10 mai 1977 à Lachute, dans la province de Québec au Canada) est un joueur professionnel canadien de hockey sur glace,.

## Carrière de joueur
Il fut repêché par les Blues de Saint-Louis lors du repêchage de 1995. Par contre, les Blues l'échangèrent aux Sabres de Buffalo avant qu'il termine son stage junior. Il débuta donc chez les professionnels avec les Americans de Rochester dans la Ligue américaine de hockey lors de la saison 1997-1998.
Il faut attendre la saison 2000-2001 avant de le voir évoluer sur une base régulière avec les Sabres. Il signe avec les Sénateurs d'Ottawa durant l'été de 2003. Avant même d'avoir joué sa première partie avec Ottawa, il est réclamé par les Capitals de Washington lors du repêchage intra-équipe avant le début de la saison 2003-2004, mais les Sénateurs le réclament à nouveau à peine deux jours après.
Il joue majoritairement dans la LAH avec les Senators de Binghamton où il gagne le trophée Willie-Marshall au terme de la saison 2005-2006. Lors de la saison 2006-2007, il évolue pour trois équipes dans la LNH : les Sénateurs d'Ottawa, les Thrashers d'Atlanta et les Flyers de Philadelphie. Après cette saison, il revient dans l'organisation des Sénateurs lorsqu'il signe au cours de l'été un contrat de 3 ans.
Le 2 septembre 2010, il signe un contrat avec les Marquis de Saguenay de la Ligue nord-américaine de hockey. Le 28 octobre, il accepte un essai de 25 matchs avec le club-école des Flyers de Philadelphie, les Phantoms de l'Adirondack.
Après deux saisons avec les Phantoms de l'Adirondack, il fait un retour dans la LNAH, alors qu'il signe le 30 octobre 2012 un contrat d'une saison avec les Marquis de Jonquière.
Le 7 août 2013 il signe une prolongation de contrat avec les Marquis de Jonquière.
En 2020, il est admis au Temple de la renommée de la Ligue américaine de hockey.

## Statistiques
| Saison     | Équipe                   | Ligue      |     | Saison régulière | Saison régulière | Saison régulière | Saison régulière | Saison régulière |    | Séries éliminatoires | Séries éliminatoires | Séries éliminatoires | Séries éliminatoires | Séries éliminatoires |
| Saison     | Équipe                   | Ligue      | PJ  | B                | A                | Pts              | Pun              | PJ               | B  | A                    | Pts                  | Pun                  |                      |                      |
| 1992-1993  | Régents de Lachute       | LHMAAAQ    | 32  | 18               | 24               | 42               | -                | -                | -  | -                    | -                    | -                    |                      |                      |
| 1993-1994  | Lions du Lac Saint-Louis | LHMAAAQ    | 28  | 10               | 11               | 21               | 50               | -                | -  | -                    | -                    | -                    |                      |                      |
| 1993-1994  | Forestiers d'Abitibi     | LHMAAAQ    | 15  | 5                | 7                | 12               | 29               | 5                | 0  | 3                    | 3                    | 16                   |                      |                      |
| 1994-1995  | Saguenéens de Chicoutimi | LHJMQ      | 66  | 15               | 12               | 27               | 155              | 13               | 2  | 0                    | 2                    | 29                   |                      |                      |
| 1995-1996  | Saguenéens de Chicoutimi | LHJMQ      | 65  | 40               | 49               | 89               | 199              | 17               | 10 | 14                   | 24                   | 64                   |                      |                      |
| 1996-1997  | Saguenéens de Chicoutimi | LHJMQ      | 70  | 50               | 50               | 100              | 339              | 20               | 15 | 10                   | 25                   | 65                   |                      |                      |
| 1997-1998  | Americans de Rochester   | LAH        | 70  | 10               | 15               | 25               | 98               | 4                | 1  | 2                    | 3                    | 0                    |                      |                      |
| 1998-1999  | Americans de Rochester   | LAH        | 74  | 16               | 17               | 33               | 121              | 20               | 3  | 4                    | 7                    | 10                   |                      |                      |
| 1999-2000  | Americans de Rochester   | LAH        | 76  | 34               | 24               | 58               | 122              | 21               | 6  | 7                    | 13                   | 49                   |                      |                      |
| 1999-2000  | Sabres de Buffalo        | LNH        | 3   | 1                | 0                | 1                | 0                | -                | -  | -                    | -                    | -                    |                      |                      |
| 2000-2001  | Sabres de Buffalo        | LNH        | 41  | 8                | 3                | 11               | 22               | -                | -  | -                    | -                    | -                    |                      |                      |
| 2001-2002  | Sabres de Buffalo        | LNH        | 61  | 2                | 6                | 8                | 28               | -                | -  | -                    | -                    | -                    |                      |                      |
| 2002-2003  | Americans de Rochester   | LAH        | 48  | 27               | 20               | 47               | 64               | 3                | 3  | 2                    | 5                    | 4                    |                      |                      |
| 2002-2003  | Sabres de Buffalo        | LNH        | 25  | 2                | 0                | 2                | 17               | -                | -  | -                    | -                    | -                    |                      |                      |
| 2003-2004  | Senators de Binghamton   | LAH        | 78  | 29               | 38               | 67               | 116              | 2                | 0  | 0                    | 0                    | 2                    |                      |                      |
| 2003-2004  | Sénateurs d'Ottawa       | LNH        | 5   | 0                | 0                | 0                | 0                | -                | -  | -                    | -                    | -                    |                      |                      |
| 2004-2005  | Senators de Binghamton   | LAH        | 80  | 39               | 39               | 78               | 75               | 5                | 1  | 0                    | 1                    | 4                    |                      |                      |
| 2005-2006  | Senators de Binghamton   | LAH        | 77  | 56               | 35               | 91               | 65               | -                | -  | -                    | -                    | -                    |                      |                      |
| 2005-2006  | Sénateurs d'Ottawa       | LNH        | 4   | 1                | 0                | 1                | 0                | -                | -  | -                    | -                    | -                    |                      |                      |
| 2006-2007  | Sénateurs d'Ottawa       | LNH        | 43  | 4                | 3                | 7                | 10               | -                | -  | -                    | -                    | -                    |                      |                      |
| 2006-2007  | Thrashers d'Atlanta      | LNH        | 3   | 1                | 0                | 1                | 0                | -                | -  | -                    | -                    | -                    |                      |                      |
| 2006-2007  | Flyers de Philadelphie   | LNH        | 7   | 0                | 0                | 0                | 0                | -                | -  | -                    | -                    | -                    |                      |                      |
| 2007-2008  | Senators de Binghamton   | LAH        | 67  | 32               | 23               | 55               | 60               | -                | -  | -                    | -                    | -                    |                      |                      |
| 2008-2009  | Senators de Binghamton   | LAH        | 63  | 25               | 25               | 50               | 36               | -                | -  | -                    | -                    | -                    |                      |                      |
| 2009-2010  | Senators de Binghamton   | LAH        | 73  | 22               | 29               | 51               | 45               | -                | -  | -                    | -                    | -                    |                      |                      |
| 2010-2011  | Marquis de Saguenay      | LNAH       | 7   | 6                | 8                | 14               | 2                | -                | -  | -                    | -                    | -                    |                      |                      |
| 2010-2011  | Phantoms de l'Adirondack | LAH        | 66  | 25               | 25               | 50               | 50               | -                | -  | -                    | -                    | -                    |                      |                      |
| 2011-2012  | Phantoms de l'Adirondack | LAH        | 74  | 23               | 23               | 46               | 14               | -                | -  | -                    | -                    | -                    |                      |                      |
| 2012-2013  | Marquis de Jonquière     | LNAH       | 34  | 26               | 21               | 47               | 6                | 11               | 3  | 9                    | 12                   | 10                   |                      |                      |
| 2013-2014  | Marquis de Jonquière     | LNAH       | 24  | 15               | 15               | 30               | 11               | 1                | 0  | 0                    | 0                    | 0                    |                      |                      |
| Totaux LNH | Totaux LNH               | Totaux LNH | 192 | 19               | 12               | 31               | 77               | -                | -  | -                    | -                    | -                    |                      |                      |

## Trophées et honneurs personnels
- 1995 : nommé dans l'équipe d'étoiles des recrues de la Ligue de hockey junior majeur du Québec.
- 2004 : nommé dans la 1re équipe d'étoiles de la Ligue américaine de hockey.
- 2006 : remporte le trophée Willie-Marshall.
- 2008 : remporte le trophée Yanick-Dupré.
- 2013 : remporte la coupe Canam avec les Marquis de Jonquière.
- 2014 : remporte la coupe Canam avec les Marquis de Jonquière.
- 2020 : admis au Temple de la renommée de la Ligue américaine de hockey

## Transactions
- 19 mars 1996 : échangé aux Sabres de Buffalo par les Blues de Saint-Louis en retour de Charlie Huddy et un choix de 7e tour (Daniel Corso) lors du repêchage d'entrée dans la LNH 1996.
- 5 juillet 2003 : signe un contrat comme agent-libre avec les Sénateurs d'Ottawa.
- 3 octobre 2003 : réclamé par les Capitals de Washington des Sénateurs d'Ottawa lors du repêchage intra-équipe.
- 5 octobre 2005 : échangé aux Sénateurs d'Ottawa par les Capitals de Washington en retour de considérations futures.
- 10 février 2007 : réclamé au ballotage par les Thrashers d'Atlanta des Sénateurs d'Ottawa.
- 27 février 2007 : réclamé au ballotage par les Flyers de Philadelphie des Thrashers d'Atlanta.
- 6 juillet 2007 : signe un contrat comme agent-libre avec les Sénateurs d'Ottawa.
- 2 septembre 2010 : signe un contrat comme agent-libre avec les Marquis de Saguenay.
- 27 octobre 2010: signe un contrat avec les Phantoms de l'Adirondack de la Ligue américaine de hockey
- 30 octobre 2012 : signe un contrat les Marquis de Jonquière.
- 7 août 2013 : signe une prolongation de contrat avec les Marquis de Jonquière.